# Free Willy 4: Escape from Pirate's Cove
Free Willy 4: Escape from Pirate's Cove (conocida como Liberad a Willy 4: Aventura en Sudáfrica en España y Liberen a Willy: Escape de la cueva pirata o Liberen a Willy: El gran escape en Hispanoamérica) es una película familiar de 2010 dirigida por Will Geiger, y protagonizada por Bindi Irwin y Beau Bridges.
Lanzada por Warner Bros. bajo su lema de diversión familiar, la película es la tercera secuela de la primera película de 1993 Free Willy. Fue lanzado el 2 de agosto en el Reino Unido e Irlanda. La película no está conectada en modo alguno a las tres primeras películas y se considera que es un reinicio de la serie. Esta es la última película de la franquicia de Free Willy.

## Argumento
La adolescente australiana Kirra fue enviada para quedarse con su abuelo, Gus en su parque de distracción en Ciudad del Cabo, Sudáfrica. Después de una fuerte tormenta, una orca macho bebé fue separado de su grupo, y se quedó atrapado en una laguna en la propiedad de Gus. A la mañana siguiente, Kirra descubre al animal y lo nombra Willy. Willy ha demostrado ser un gran éxito entre los visitantes del parque. Sin embargo, Kirra está preocupada por Willy, que no está comiendo debido al estrés. Kirra establece a sí misma la misión de cuidar de él, y finalmente tiene éxito después de hablar con él acerca de sus padres. Rolf Woods, el competidor de Gus conoce a la nueva atracción en el parque de Gus y ofrece comprar a Willy por $500,000, pero no se hace esa operación, así que Rolf trama robar a Willy, así que Kirra y sus amigos deberán llevar a Willy de vuelta con su grupo.

## Reparto
- Bindi Irwin como Kirra.
- Beau Bridges como Gus, Kirra, el abuelo materno.
- Siyabulela Ramba como Sifiso.
- Bongolethu Mbutuma como Mansa.
- Stephen Jennings como Rolf Woods, el propietario de un rival del parque temático de Pirate's Cove.
- Kevin Otto como el Dr. Sam Cooper, padre de Kirra y un veterinario. Fue herido en un accidente mientras cuidaba a los animales.
- Darron Meyer como el médico del padre de Kirra.
- Jeanne Neilson una azafata de vuelo.
- Robert Spencer como el chico nerd.